# Appolnäs
Appolnäs är en halvö i Brändö kommun på Åland (Finland). Den är en del av Korsö och ligger 3,5 km söder om Asterholma. Terrängen på Appolnäs består av klippor blandat med hällmarksskog. Appolnäs är obebyggd.
Appolnäs skiljer Buskärsfjärden i väster från Skiftet i öster.